# Johannes Aventinus

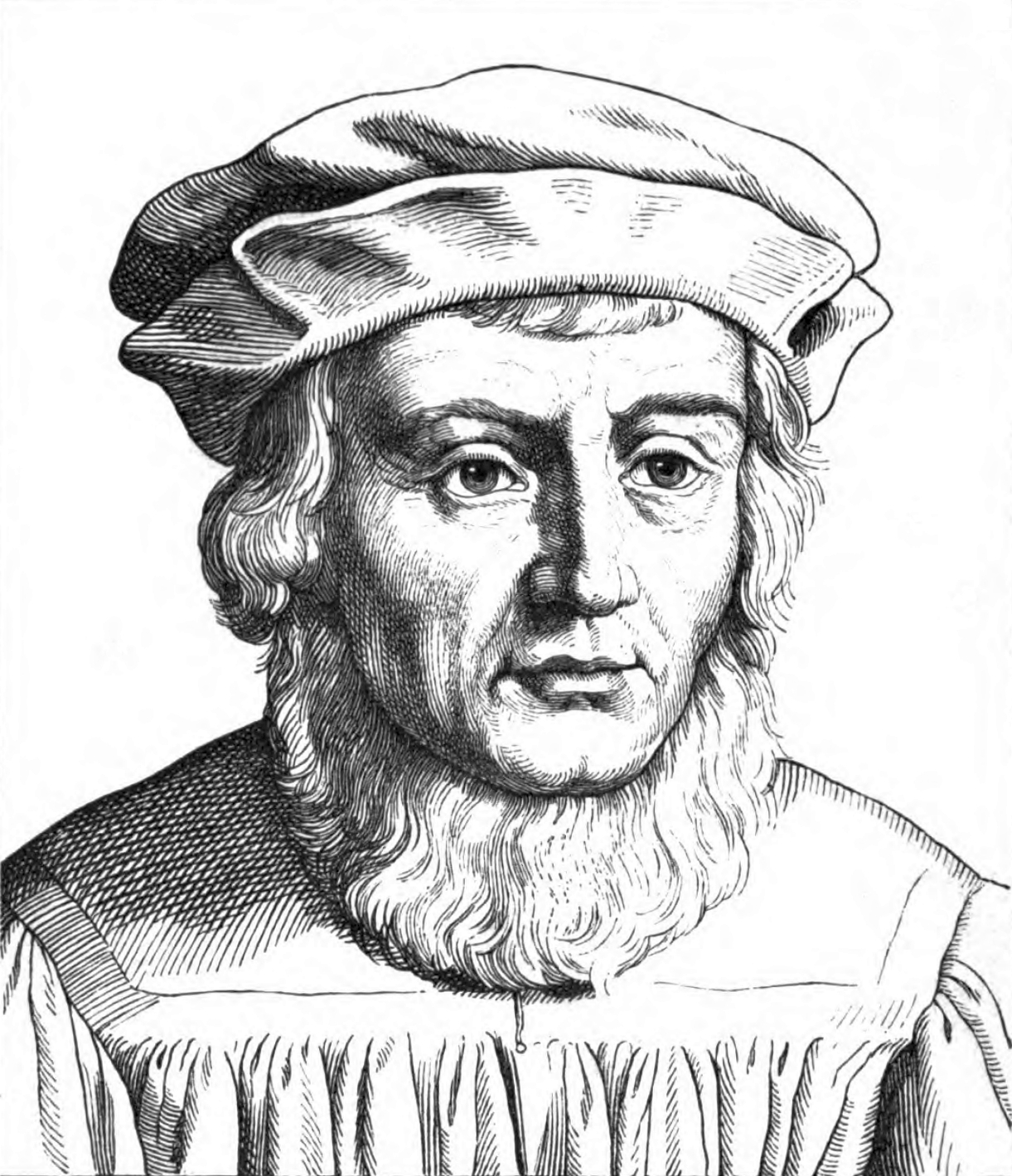
Johannes Aventinus

Johannes Turmair Aventinus (ursprungligen Johann Habermann), född 4 juli 1477 i Abensberg (Aventinum),  död 9 januari 1534 i Regensburg, var en tysk historieskrivare.
Aventinus tog sitt latinska namn efter födelseorten. År 1509 blev han lärare för ett par bayerska prinsar och 1517 bayersk rikshistoriograf. Från prästernas sida fick han utstå flera förföljelser då han hade samröre med den nya lärans bekännare och starkt vände sig mot de kyrkliga missbruken inom den romersk-katolska kyrkan.
Aventinus författade efter mönster av italienska humanister verk om Bayerns historia på latin, vilka han delvis själv översatte till tyska. De bästa av hans verk är Annales bojorum och Chronicon Bavariæ, båda grundade på omsorgsfulla källstudier. De utgavs först 1554 och behandlar Bayerns historia i dess samband med den tyska och allmänna historien intill 1460. Hans samlade verk utgavs kritiskt av bayerska vetenskapsakademien (fem band, 1881–86).